# Слатиниоара (Хунедоара)
Слатиниоара (рум. Slătinioara) насеље је у Румунији у округу Хунедоара у општини Петрошани. Oпштина се налази на надморској висини од 734 m.

## Становништво
Према подацима из 2002. године у насељу је живело 256 становника, од којих су сви румунске националности.